# Gert Frank

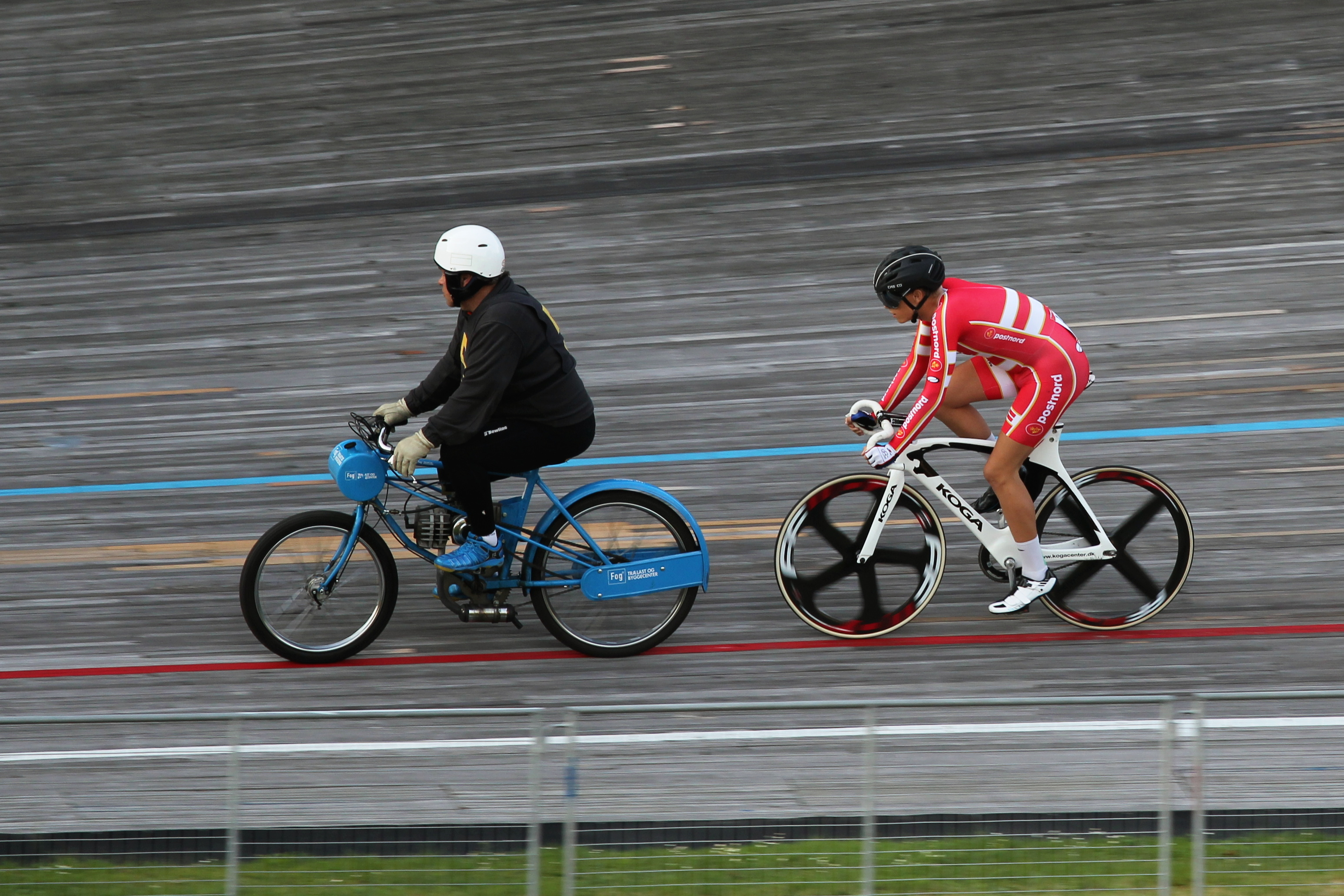
Gert Frank als Schrittmacher seines Sohnes Martin bei der UEC-Derny-Europameisterschaft 2015 in Hannover

Gert Frank (* 15. März 1956 in Hobro; † 19. Januar 2019) war ein dänischer Radrennfahrer.

## Sportliche Laufbahn
Gert Frank gehörte zu den besten Bahnradsportlern Dänemarks in den 1970er und 1980er Jahren. Schon in der Jugend- und Juniorenklasse wurde er dreimal dänischer Meister, im Tandemrennen, im Einzel- sowie im Mannschaftszeitfahren sowie nordischer Meister.
1976 wurde Frank mit Niels Fredborg, Gunnar Asmussen und Kurt Frisch dänischer Meister der Amateure in der Mannschaftsverfolgung. Bei den Olympischen Spielen 1976 in Montreal errang er gemeinsam mit Verner Blaudzun, Jørn Lund und Jørgen Emil Hansen die Bronzemedaille im Mannschaftszeitfahren auf der Straße.
Nach den Olympischen Sommerspielen trat Gert Frank zu den Profis über. 1977 und 1979 wurde er dänischer Meister in der Einerverfolgung, 1980 im Omnium. Zudem errang er viermal den Titel des Europameisters im Zweier-Mannschaftsfahren. Frank startete mehrfach bei den Bahnradsport-Weltmeisterschaften. 1984 erreichte er mit dem 6. Platz im Punktefahren eine vordere Platzierung. 1984 gewann er die Derny-Europameisterschaften.
Daneben bestritt Frank in den folgenden Jahren nahezu ausschließlich Sechstagerennen. Er startete bei insgesamt 143 Sechstagerennen, von denen er 20 gewann. Viermal gewann er in Herning. 22-mal wurde er Zweiter und 20-mal Dritter; damit belegt er Platz 27 in der ewigen Rangliste der Sechstagefahrer. Anfang der 1980er Jahre wurde erwartet, dass Frank die Nachfolge von Patrick Sercu und René Pijnen als „Bosses“ der Sechstagefahrer antreten würde, doch ließen seine Leistungen nach wenigen Jahren spürbar nach. 1986 trat Frank vom aktiven Radsport zurück.

## Nach dem Sport
Anschließend eröffnete Gert Frank ein Fahrradgeschäft auf dem Gammel Kongevej, der Haupteinkaufsstraße von Kopenhagen, zudem war er als Einkaufsleiter einer Computerfirma tätig. Er starb im Alter von 62 Jahren im Schlaf an einem Blutgerinnsel im Herzen.

## Erfolge

### Bahn
1973
- Dänischer Amateur-Meister – Tandem (mit Niels Fredborg)

1976
- Dänischer Meister – Mannschaftsverfolgung (mit Niels Fredborg, Gunnar Asmussen und Kurt Frisch)

1977
- Dänischer Meister – Einerverfolgung

1979
- Dänischer Meister – Einerverfolgung

1980
- Dänischer Meister – Omnium

1981
- Europameister – Zweier-Mannschaftsfahren (mit Hans-Henrik Ørsted)

1983
- Europameister – Zweier-Mannschaftsfahren (mit Hans-Henrik Ørsted)

1984
- Europameister – Derny

1985
- Europameister – Zweier-Mannschaftsfahren (mit René Pijnen)

1987
- Europameisterschaft – Zweier-Mannschaftsfahren (mit René Pijnen)

### Sechstagerennen
1977
- Herning (mit René Pijnen)

1979
- Herning (mit René Pijnen)

1980
- Herning (mit Patrick Sercu)

1981
- Dortmund (mit Hans-Henrik Ørsted)
- Herning (mit Hans-Henrik Ørsted)
- Gent mit Patrick Sercu
- Münster (mit René Pijnen)

1982
- Grenoble (mit Bernard Vallet)
- Madrid (mit Avelino Perea)

1983
- Herning (mit Hans-Henrik Ørsted)
- Kopenhagen (mit Patrick Sercu)

1984
- Paris und Grenoble (mit Bernard Vallet)
- Grenoble (mit Bernard Vallet)
- Stuttgart (mit Gregor Braun)
- München (mit Hans-Henrik Ørsted)

1985
- Zürich (mit René Pijnen)
- Stuttgart (mit René Pijnen)
- Gent (mit Hans-Henrik Ørsted)
- Kopenhagen (mit Hans-Henrik Ørsted)

### Straße
1973
- Dänischer Jugend-Meister – Mannschaftszeitfahren (mit Gert Simonsen, Jan Torp und Jørgen Møller)

1974
- Dänischer Junioren-Meister – Einzelzeitfahren

1975
- eine Etappe Schweden-Rundfahrt

1976
- Olympische Spiele – Mannschaftszeitfahren (mit Verner Blaudzun, Jørgen Emil Hansen und Jørn Lund)